# Snottra
Snottra är en sällskapslek där en person skall komma fram  till ett ord (verb) som är förutbestämt av alla i gruppen utom denna person. Leken börjar med att en i gruppen går utom hörhåll, varefter gruppen kommer överens om ett verb. Personen får sedan komma tillbaks och skall med hjälp av frågor till olika personer i gruppen komma fram till det förutbestämda verbet. Frågorna ställs där verbet ersatts med snottra och frågorna skall vara ställda så att bara svaren ja och nej accepteras, typ "har du snottrat idag?". 